# Burggrub (Kirchenthumbach)
Burggrub ist ein Gemeindeteil des Marktes Kirchenthumbach im Oberpfälzer Landkreis Neustadt an der Waldnaab.

## Geschichte
Burggrub wurde um 1140 erstmals urkundlich erwähnt, damals mit dem Namen „Grube“. Das Burggruber Gebiet gehörte bis zur Schweinfurter Fehde im Jahr 1003 den Markgrafen von Schweinfurt. Es ist anzunehmen, dass Burggrub damals zum Eigengut von Hezilio dem Schweinfurter gehörte, da es sich im 12. Jahrhundert in Besitz seiner Urenkelin Adelheid von Wartberg befand. Um 1140 stiftete sie Burggrub zusammen mit sechs anderen Orten der Umgebung dem Kloster Michelsberg im Hochstift Bamberg, dem es bis zur Säkularisation 1803 gehörte. Die Stifterin hatte verwandtschaftliche Beziehungen zu den Sulzbachern, deren Ministerialen im 12. Jahrhundert in Thurndorf saßen.

## Geschichte von Schloss und Schlossökonomie
Nach einer vermutlich zur Grenzsicherung oder zur Sicherung der vorbeiführenden Altstraße (Hezilostraße) erbauten, vermutlich noch romanischen Burg wurde wohl im Spätmittelalter das erste Burggruber Schloss erbaut, jedoch nicht dort, wo sich das heutige befindet. In der Nähe der Herrschaftsgebäude befand sich ein Brauhaus, das dem Landsassen das Bierbrauen für den Eigenverbrauch erlaubte. Burggrub war ein Landsassengut und wurde vom Kloster Michelsberg ob Bamberg als Lehen an verschiedene Adelsgeschlechter verliehen.
Bekannte Adelsgeschlechter auf Burggrub waren die von Biberach, die von Hellwagen, die von Schlammersdorf, die dort in sieben Generationen saßen, die von Wallenrode, die von Heldritt und die von Mengersreuth. Nach dem Dreißigjährigen Krieg folgten die Althoven, de Haaß, von Kotz, Freiherren von Müller, die Gräfin Sophia von Pestalozza sowie zahlreiche Bürgerliche wie Josef Schrott, Vetterlein, Joseph Göschl und einige weitere bis in die heutige Zeit.
Zum Herrschaftsgut gehörten sieben Burggruber Untertanen. Dies waren fünf Gütler (Besitzer eines Gutes), ein Mühlenbesitzer und ein Tropfhäusler. Außerdem gehörte noch ein „einschichtiger“ zinsbarer Bauer zu Penzenreuth und ein oberpfälzischer zinsbarer Untertan zu Sassenreuth mit der niederen Gerichtsbarkeit nach Burggrub. 
1796 erfolgte der Bau des zweiten Schlosses. Die Fertigstellung scheint sich über ein Jahrzehnt hingezogen zu haben. So wurde 1808 berichtet, dass es noch nicht voll ausgebaut sei und noch allerhand Baumaterialien hinter dem Schloss lagerten. 
1851 wurde Burggrub in dem Buch Königliches Archivs-Conservatorium Amberg, Destouches, Statistik wie folgt beschrieben: „Eigenthum des Stadtschreibers zu Auerbach Licentiat Göschl, eine kleine halbe Stunde vom Markt Thumbach, nördlich links der Straße nach Lenkenreuth auf einer Anhöhe gelegen, nebst 2 Hintersassen zu Penzenreuth und Sassenreith, besteht in 7 Haushaltungen und einen herrschaftlichen Schlosse, zählt 66 Seelen, die sich sämtlich vom Feldbau nähren. Seine Grundbesitzungen betragen 30,5 Tagwerk Felder, 17,75 Tagwerk Wiesen, 1 Tagwerk Oedgarten, 0,25 Tagwerk Holz; sein Viehstand beläuft sich auf 14 Ochsen, 17 Kühe, 8 Rinder, 43 Schafe, 22 Schweine. Nach dem Hoffuß wird das Gut zu 1 1/16tel Hof besteuert.“ 
In dieser Zeit gehörte Burggrub bereits zur Gemeinde Treinreuth, die später in die Gemeinde Kirchenthumbach eingegliedert wurde.

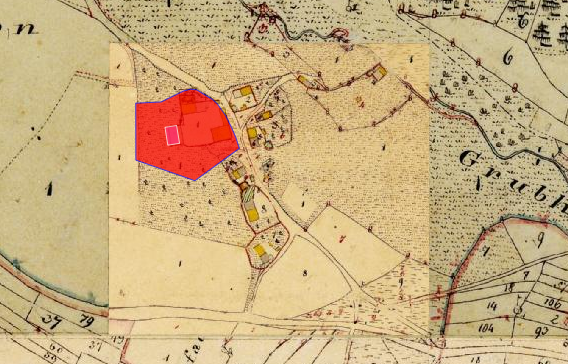
Lageplan von Schloss Burggrub auf dem Urkataster von Bayern

Das Schloss wurde 1856 in ein bäuerliches Anwesen umgewandelt und besteht noch aus einem zweigeschossigen Bau mit Walmdach. Die Anlage wird als Bodendenkmal unter der Aktennummer D-3-6236-0007 im Bayernatlas als „archäologische Befunde und Funde im Bereich des ehemaligen Schlosses Burggrub“ geführt. 
Zwei Jahre später versteigerte der damalige Schlossgutsbesitzer Pröls den ehemaligen herrschaftlichen Gutshof, der dann vom Schlossgut abgemarkt wurde. Ein in unmittelbarer Nähe befindlicher und zum ehemaligen Schlossgut gehörender großer Viehstall wurde 1872 als neues Wohnhaus des ehemaligen Gutshofareals umgebaut, zunächst einstöckig und mit Walmdach, dann um 1901 um ein Geschoss aufgestockt und mit einem Satteldach versehen, das noch besteht. Der alte Gutshof wurde kurz darauf abgetragen.

## Geografie
Der im Saugraben bei Sassenreuth entspringende und am Dorf Burggrub vorbei nach Kirchenthumbach fließende Grubbach bildet ziemlich genau die Grenze zwischen dem Kalksteinbereich südwestlich und dem Sandsteinbereich nordöstlich des Baches. Während in Burggrub viele Gebäude aus Kalkstein errichtet wurden, baute man im nächsten Dorf jenseits des Baches mit Steinen aus Sandsteinbrüchen.

## Sehenswürdigkeiten
- Kapelle, geweiht den Vierzehn Nothelfern
- Dorfplatz mit beleuchtetem Dorfbrunnen und Weiheranlage